# Цветы в пыли
«Цветы в пыли» (англ. Blossoms in the Dust) — американская мелодрама Мервина Лероя 1941 года. Фильм получил Премию «Оскар» за лучшую работу художника-постановщика.

## Сюжет
Эдна вышла замуж за техасца Сэма Гледни, который работал на мельнице. Вскоре у них родился сын, но он погиб в очень юном возрасте. Случайно Эдна узнает, что в штате есть много беспризорных детей, и решает сделать что-нибудь для них. Отважная женщина не побоится вступить в противостояние с судебной системой и общественным мнением, которое осуждает детей, рожденных вне брака.

## В ролях
- Грир Гарсон — Эдна Гладни
- Уолтер Пиджон — Сэм Гладни
- Феликс Брессар — доктор Макс Бреслер
- Марша Хант — Шарлотта
- Фэй Холден — миссис Кейли
- Самуэль Хайндс — мистер Кейли
- Кэтлин Ховард — миссис Китс
- Джордж Лесси — мистер Китс
- Уильям Генри — Аллан Китс
- Генри О’Нил — судья Харфорд
- Чарльз Арнт — Дж. Харрингтон Хеджер

В титрах не указаны
- Мэри Макларен — участница торгов
- Этель Уэйлс — сердитая женщина на балконе Сената
- Лестер Дорр — судебный служащий
- Сай Кендалл — Харрингтон

## Награды и номинации
Премия «Оскар» 1942
- Лучший фильм — Metro-Goldwyn-Mayer (номинация)
- Лучшая женская роль — Грир Гарсон (номинация)
- Лучшая работа оператора в цветном фильме — Карл Фройнд, У. Ховард Грин (номинация)
- Лучшая работа художника в цветном фильме — Седрик Гиббонс, Ури МакКлири (постановщики), Эдвин Б. Уиллис (декоратор)  (награда)